# Leopoldo Massimilla
Leopoldo Massimilla (Caserta, 16 febbraio 1930 – Napoli, 29 maggio 1993) è stato un ingegnere italiano.
La sua attività di studio si concentrò nel campo della fluidizzazione e nelle sue applicazioni industriali, prime fra tutte la combustione. Venne nominato Professore Ordinario di impianti chimici nel 1966 e Preside della Facoltà di Ingegneria dell'Ateneo napoletano Federico II dal 1973 al 1979. Nell'ambito del Consiglio Nazionale delle Ricerche (CNR) fondò nel 1968 l'Istituto di Ricerche sulla Combustione.
Il Ministero della Pubblica Istruzione, nel 1983, gli conferì la Medaglia d'oro ai Benemeriti della Scuola, della Cultura e dell'Arte e nel 1993 l'American Society of Mechanical Engineering lo insignì con uno Special Award per il suo contributo nella ricerca sulla combustione in letto fluido.